# Grisaia no Kajitsu
Grisaia no Kajitsu (グリザイアの果実, Gurizaia no Kajitsu) é um visual novel japonês para adultos, o primeiro de uma série da Front Wing, com desenhos dos personagens feitos por Akio Watanabe e Fumio. Foi lançado em fevereiro de 2011 para Windows, e posteriormente portado para o PlayStation Portable e PlayStation Vita. Duas sequências também foram produzidos para Windows: Grisaia no Meikyuu em fevereiro de 2012 e Grisaia no Rakuen em maio de 2013. Houve duas adaptações de mangá publicados pela Akita Shoten e Mag Garden. Uma série de anime de 13 episódios da 8-Bit e produzida pela NBCUniversal foi ao ar no Japão entre outubro e dezembro de 2014. Posteriormente, adaptações em anime de Grisaia no Meikyuu e Grisaia no Rakuen foram ao ar entre abril e junho de 2015.

## Jogabilidade
Grisaia no Kajitsu é um visual novel de romance em que o jogador assume o papel de Kazami Yūji. Grande parte de sua jogabilidade é gasto na leitura da narrativa e diálogos da história. O texto no jogo é acompanhado por personagens espíritos, que representam a quem Yūji está falando, sobre a arte de fundo. Ao longo do jogo, o jogador encontra arte de computação gráfica em determinados pontos da história, que substituem a arte de fundo e os personagens espíritos. Grisaia no Kajitsu segue uma um enredo ramificado com múltiplos finais, e dependendo das decisões que o jogador faz, o enredo irá progredir em uma direção específica.
Existem cinco linhas de enredo principais que o jogador terá a chance de experimentar, um para cada heroína. Ao longo da jogabilidade, ele recebe várias opções para escolher e a progressão de texto pausa nesses pontos até que uma escolha seja feita. Algumas decisões podem levar o jogo a acabar prematuramente, o que oferece um final alternativo à história. Para ver todas as linhas do enredo na sua totalidade, o jogador terá de repetir o jogo várias vezes e escolher diferentes opções para continuar a trama em uma direção alternativa. Ao longo da história, há cenas em computação gráfica representando Yūji e uma heroína tendo relações sexuais.

## Sinopse
Kazami Yūji, um jovem misterioso que guarda muitos segredos é transferido para o Instituto Mihama, uma escola com apenas cinco estudantes do sexo feminino e características de uma prisão. Cada estudante na escola tem seus próprios motivos obscuros para estar lá. Aos poucos, o passado trágico de Suou Amane, Irisu Makina, Sachi Komine, Matsushima Michiru e Sakaki Yumiko é revelado. Yūji, que apenas pediu uma vida normal de estudante, aos poucos se envolve emocionalmente com cada uma das garotas enquanto tanta fazer com que superem os traumas de seus passados.

## Recepção
No Moe Game Awards de 2011, o jogo venceu o Grande Prêmio, bem como os Prêmios de Ouro por Cenário, Escolha do Usuário, Canção Temática e Amor Verdadeiro. Os juízes elogiaram a história por seu equilíbrio de seriedade com a comédia. A versão em PlayStation Portable vendeu 3 700 unidades na primeira semana, tornando-se o segundo título de PSP mais vendido no Japão naquela semana. A revista de jogos Famitsu o avaliou em 30 numa escala até 40.
A campanha de divulgação de jogos Operation Rainfall avaliou Grisaia no Kajitsu com uma pontuação de 5/5, com o revisor Chris Melchin escrevendo que "[se você] gosta de visual novels e romance, não vejo nenhuma razão para não conferir Grisaia no Kajitsu, se ainda não o fez."